# 十六夜涙
「十六夜涙」（いざよいなみだ）は、吉岡亜衣加の2枚目のシングル。2010年4月21日にティームエンタテインメントから発売された。

## 概要
表題曲「十六夜涙」は、テレビアニメ『薄桜鬼』のオープニングテーマとして使用された。music.jpの着うたゲーム・アニメ部門のデイリーチャートでは1位を獲得した。

## 収録内容
1. 十六夜涙 [3:58]
作詞：Yumiyo、作曲：谷本貴義、編曲：太田美知彦
  - テレビアニメ『薄桜鬼』オープニングテーマ
2. 優しく包めたら… [4:59]
作詞：Yumiyo、作曲：上野義雄
3. 十六夜涙（instrumental）
4. 優しく包めたら…（instrumental）

## 収録アルバム
| 曲名     | 収録アルバム | 発売日       | 備考                  |
| -------- | ------------ | ------------ | --------------------- |
| 十六夜涙 | 『夢花車』   | 2010年8月4日 | 2ndオリジナルアルバム |